# Euphorbia angustiflora
Euphorbia angustiflora ist eine Pflanzenart aus der Gattung Wolfsmilch (Euphorbia) in der Familie der Wolfsmilchgewächse (Euphorbiaceae).

## Beschreibung
Die sukkulente Euphorbia angustiflora bildet kleine Sträucher mit einer dichten Verzweigung aus und wird bis 20 Zentimeter hoch und bis 50 Zentimeter breit. Die etwa vierkantigen Triebe sind graugrün gefärbt und werden bis 1 Zentimeter dick. An den Kanten stehen buchtige Zähne in einem Abstand von 10 bis 15 Millimeter zueinander. Die länglich dreieckigen Dornschildchen stehen einzeln, sind schwärzlich gefärbt und werden bis 10 Millimeter breit und 2,5 Millimeter lang. Es sind Dornen bis 8 Millimeter und Nebenblattdornen bis 2 Millimeter Länge vorhanden.
Es werden einfache und einzelne Cymen ausgebildet, die an einem etwa 3 Millimeter langen Stiel stehen. Die  verlängert fassförmigen Cyathien werden etwa 3 Millimeter groß, die etwa kreisförmigen Nektardrüsen stehen einzeln und sind gelb gefärbt. Griffel und Staubblätter werden 7 bis 8 Millimeter lang. Die stumpf gelappte Frucht ist nahezu sitzend und wird 3,5 Millimeter groß.

## Verbreitung und Systematik
Euphorbia angustiflora ist in Tansania im Chunya-Distrik in der Region Mbeya auf Felsen in Höhenlagen von 1100 bis 1500 Meter verbreitet. Die Art steht auf der Roten Liste der IUCN und gilt als stark gefährdet (Endangered).
Die Erstbeschreibung der Art erfolgte 1904 durch Ferdinand Albin Pax. Ein Synonym ist Euphorbia angustifolia hort.